# エリア88 (架空の基地)
エリア88（エリアはちじゅうはち）は、新谷かおるの漫画およびそれを原作としたアニメ作品『エリア88』に登場する架空の軍事基地、並びにそこに所属する外人部隊の名称。
本項ではこれに加え、作中に登場した他のアスラン空軍についても解説する。

## 概要
「エリア88」とは、本来はアスラン王国の空軍基地のひとつを表すコードネームであったが、便宜的にそこに駐留する外人部隊を指す名称として使われ始めた。物語中盤以降、基地を転々とし始めた頃からは、司令官のサキ・ヴァシュタールが指揮する外人部隊の名称として定着した。
主人公・風間真（シン）をはじめとして、所属するパイロットはいずれも一騎当千の戦闘機乗りである。「背中に目がある」「ミサイル避けの魔法を使う」「心臓がビス止めだ」「血管にジェット燃料が流れてる」などと噂され恐れられており、「最新鋭の戦闘機を買うより彼らを買ったほうが得だ」との評もある。サキの参謀として招聘されたラウンデルは彼らを「蒼穹の騎士」、撃墜されたものの辛うじて生き残った敵パイロットの一人は「魔物の集団」と評した。
初期は金儲けが目的の傭兵や、戦場でしか生きられなくなった者、何らかの理由で故郷を捨てざるをえなかった者などが大半を占めていたが、反政府軍が首都を占拠した以降もサキの元に残ったメンバーは、報酬などを度外視して闘う者がほとんどになった。
所属メンバーについては、エリア88の登場人物#エリア88の節を参照。

## 特色・部隊編成などについて
特徴として、所属するパイロットが機体と補給物資を自己調達するのが原則とされる点が挙げられる。パイロットには敵機撃墜や地上物撃破、または作戦目標の破壊などのスコアによる歩合制により、法外な報酬が支払われている（一例として、物語序盤にミサイル基地攻撃に成功したパイロットは3万ドルの報酬を得たと語っている）が、その報酬の中から自身の搭乗機やミサイル・砲弾などを購入し、メンテナンスの代金も支払うというシステムになっている。作戦行動の場合は燃料が支給されるが、作戦外で出撃する場合の燃料代は自費である。各パイロットが自分の好みでメーカー、生産年代、機種などにおいて全く統一性のない搭乗機を購入するため、整備や補給面ではかなりの問題になったようだが、出入りの武器商人であるマッコイの存在が、このようなシステムを支えていたと思われる。
自分の能力や機体の性能などの点から生還の可能性が低いと思われる任務に対しては、参加を拒否することもできるが、その際には5千ドルの罰金を支払わねばならない。反政府軍側の傭兵部隊「ウルフ・パック」の攻撃によりエリア88の戦術機が全滅させられた際には、アスラン軍から10機のクフィールが支給されたが、「機体の代金、2か月間の武器・弾薬の購入費用およびメンテナンスに関わる費用は不要で、撃墜数に応じた報酬を支払う」とする代わりに、作戦拒否権が2か月間剥奪されることになった。また、地上空母との戦いで部隊が甚大な被害を被り、外人部隊が解体され正規軍に統合されたのを機に階級制が導入され、部隊在籍時の功績と前職における階級を考慮して新たな階級が与えられることになった。これと共にメンバーに与えられていた作戦拒否権は剥奪された。
出撃する部隊は制空や地上攻撃などの任務によって「セクション」という単位の部隊として編成され、各セクションには色の名前（「ブルー」「ブラウン」「パープル」など）が付けられる。同様の部隊名として「ファミリー」があり、こちらには酒の名前（「シャンペン」「ウイスキー」など）が冠される。またギリシア基地や山岳基地では「コンガ」「タンゴ」「ツイスト」、最終決戦前の旧88基地では「ジルバ」などの部隊名が存在。第1話でシンが「00セクション」（ゼロゼロセクション）を名乗ったが、この時点では設定が固まっていなかったものと思われる。
初期はアスラン王室・特別管理部の管轄下、階級適用なしで前述の作戦拒否権も与えられていたため、アスラン正規軍との間でいざこざが生じたりした。しかし、ギリシアでの再編成時、外人部隊の管轄がアスラン空軍に移管されたため、空軍大尉に4名、空軍少尉に4名が任命され、正規軍に編入された。これは外人兵を正規軍の指揮官・オブザーバーとするために行われたようである。これ以降は構成が4機で一個分隊、三個分隊（12機）で小隊、三個小隊（36機）で中隊、四個中隊以上で大隊という編成になり、エリア88は総勢144機の戦力となったようである。

## 使用された兵器について
先述の通り、本基地ではマッコイを介した独自ルートにより、各パイロットが自分の好みで別個に搭乗機を購入するため、使用された機体はバラエティに富んでいる。主に使用された機種として、空戦部隊はアスラン正規軍の主力戦闘機クフィール、爆撃部隊はA-4スカイホークである。当時航空自衛隊やアメリカ軍（空軍・海軍）が主力戦闘機として使用しており、爆撃にも使える多用途性から世界的にもポピュラーだったF-4 ファントムについては、名のあるパイロットで常用していたのはチャーリーぐらいであるが、エキストラ的に多数登場している。シンがF-8を撃墜されて基地に生還した際に離陸していたのもF-4、チャーリーが指揮を執った際のブルーセクションは全員がF-4に搭乗。発進しようとしたシンのドラケンにミサイルを誤射(被弾による故障での事故)した味方機もF-4であり、主力機であったといえる。
「金さえ出せばクレムリン宮殿でも引っ張ってくる」と豪語するマッコイだけあって、F-14 トムキャット、F-20 タイガーシャーク、A-10 サンダーボルトⅡ、ハリアーなど当時の最新兵器や、2機しか存在しないはずの試作機であるX-29を戦闘可能な状態にした上で入手していた例もある。正規の装備以外の改造装備も多かったようで40mm砲搭載の機体にアスラン正規軍整備兵が戸惑っている。
マッコイのルートで入手した兵器の中には、以下のように別の意味で「伝説」を作ったものも存在する。
- フィンランドでスクラップの機体を2機分組み合わせ、エンジンはオランダ、アフターバーナーはドイツで入手した、ニコイチならぬサンコイチのドラケン
- 3発纏めて5ドルの空対地ミサイル（当たっても爆発せず、目標に当たらないで変な所に命中した不良品）
- 50発で1,000ドルのサイドワインダー（目標手前100mで爆発する）
- マトラが開発中止したミラージュ用のレーダーレンジブースター。消費電力が異常に多く、1分間以上使用すると過電流で破損する。使用後に無線機器も破損したが直接の原因かは不明。整備兵によると「通信回路とは別回路で電圧負荷はかからないはず」とのこと（作中では1分丁度で敵を発見・攻撃したので、1分以上使ったことになる）。
- イラン革命により配備先を失いイタリアの倉庫に保管されていた機体を、事故で失われた機体番号とすりかえて持ってきたF-14
- NATOに配備されるはずのものをちょろまかしたA-10
- モスボール状態でドックに放置されていたエンタープライズ級原子力空母
- （基地内、もしくは近郊で撃墜したと思われる）敵からかっぱらったA-4に流用出来た燃料ポンプ（マッコイは１ドルで売ろうとしたが、ランディに50セントまで値切られた）

傭兵の中にはマッコイのルートを介さず、反政府軍に地上空母を売りつけようとしていた武器商人のジュゼッペ・ファリーナから機体を入手していた者もいることが判明している。

## アスラン空軍について
作中の「軍事関係に詳しい」人物によれば、アスラン空軍には外人部隊としてエリア81から88が存在した。このうち、88以外ではエリア85（ヘリコプター部隊の基地）のみが作中に登場しているが、これは先の記述に反して正規軍の基地であり、エリア88から派遣された傭兵パイロットたちに対して敵意をあらわにする者が（主にヘリのパイロットに）多かった。
エリア81は核攻撃を受け消滅、エリア84は85同様のヘリ部隊、82・83は85に合併、86・87は正規軍に編入との記述がある。また、88メンバーが途中で移動する山岳基地はエリア89となる予定で建設され、90番台の部隊も存在し、エリア92はセラの父と彼が率いた20機のMiG-21と交戦している。

## 基地の変遷について
劇中で登場した本基地の施設は次の通り。
砂漠基地　
外人部隊基地の中で最もアスラン首都に近く、防衛の要と言われていた。反政府軍に加担した「地上空母」の地中ミサイル「グランドスラム」により滑走路の半分を失い、さらに地上空母の原子炉の爆発による放射能汚染により放棄された。
物語終盤では残留放射能が許容レベルにまで下がっていたことから首都奪還のための拠点として復旧され、空母「エリア88」と連携して重要な役割を果たす。敵の目を欺くため、滑走路には大穴が開いているかのように見せかけるカモフラージュペイントが施された。
山岳基地　
場所はロプロトの西という表記がある。元々はエリア89となる予定で建設されていたが、反政府軍の思わぬ侵攻により建設途中ながらもエリア88として使用されることになる。
山を丸ごとくりぬいて建設（建設費は他の基地の10個分）されており、滑走路への開口部も狭く、マッコイのC-130輸送機は、垂直尾翼を天井に擦りそうになった。着陸するには航空母艦搭乗員なみの技量を要する。
所属機には着陸をサポートするシステムが装備され、当初はアレスティング・フックで着陸していた。滑走路は当初は1,000m（予定では2,500m）、途中から2,000m一本、10箇所の滑走ポイントがあり、機種によって使用するところが異なり、戦闘機は6番スポット、重装備の攻撃機・爆撃機は8番スポットとなっている。その他、原子力空母に装備されているものの5倍の能力がある大型カタパルトが5番スポットに設置されており、マッコイのC-130が離陸する際に使われている。離陸を断念する場合のため出口手前20mのところに緊急用バリアが存在し、機体のブレーキだけで間に合わない時や脱走を阻止するときに使われる。機体ハンガーは滑走路の一番奥に存在しており、誘導路や機体用エレベーターも設置されている。
プロジェクト4のアスラン首都制圧の際、エリア88側パイロット脱出後に降伏、その後はプロジェクト4の基地となり、ゲイリー・マックバーンが所属する第10空軍の特別部隊が使用した。
仮設基地　
反政府軍となってしまったサキ達が、キレナの南にマッコイが用意した土地に構えた基地。洞窟などを利用しており、滑走路も鉄板を敷いたもので機体は吹きさらしの場所にカモフラージュネットを展開しただけなど、簡易なものであった。
マッコイからの補給物資は、アスラン政府軍の沿岸防空レーダーの電力が切り替わる僅かな空白時間を突いてC-130によって運び込まれ、その際には整備員やパイロット総出で搬入作業が行われた、その荷物の雑然たる状況は胡椒の瓶を探すのに徹夜したとかミッキーがF-14の燃料ポンプ用シールが無いか尋ねた際に整備員が「スミソニアンだってこんなに散らかっちゃいない」と言わせるほどであった、プロジェクト4の奇襲により燃料タンクを破壊され、多数の基地要員を失い壊滅した。
空母基地（空母エリア88）　
シンが得た資金を元に、アメリカ海軍が建造途中で放置していたエンタープライズ級原子力空母をマッコイが完成させ、米英など空母保有国から乗務員を募ってアスランに引っ張ってきたもの。要員はすべて元アメリカ空母乗員である。
ラウンデルはこの艦を新生アスランの守りであるとして、身を挺してエグゾセ対艦ミサイルの攻撃から守った。
海岸基地
空母「エリア88」は移動基地として有効だったが、エリア88の使用機が艦載機ばかりではなかったことから不便もあり、海岸を爆撃して接岸場所を作ることを主体として設営した航空基地兼母港。空母「エリア88」の接岸により一夜にして軍事基地としての体裁を整えることとなった。
首都を目指すには有利な場所ではなかったため、当初の砂漠基地に戻るための仮設拠点に留まった。

## 呼称について
エリア88の名称は作者が田宮模型の「1/35ミリタリーミニチュアシリーズ・ドイツ88ミリ砲（1972年発売）」を入手した際、その出来の良さに感激して「88」という数字を作品名につけたもの。
作者によれば、この「88」という呼称について、ファンや周りの人から「はちはち」と読むのか、英語で「エイティエイト」と読めばいいのかわからないという声がよく聞かれたと語っており、普通に「はちじゅうはち」と読めばいいのにと思ったという。OVAのスタッフもそう感じたのか、OVA第1巻冒頭でシンが88司令部と連絡を取るときのみ「エイティエイト」と言っている。

## 註
1. ↑  シンからは冗談めかしてはいたものの、「サキが死ぬところを見たいから88に残った」という旨の発言もあった。
2. ↑  シンはこの条項を逆手にとって、高いスコアが稼げる緊急任務が発生することを予測し、あえて罰金を支払い通常任務への出撃を拒否して、実際に対空迎撃で報酬を稼いだ事がある。
3. ↑  最初に配備された10機のクフィールを支給されたメンバーのうち、最終決戦まで使用し続けた者はサキのみ。最初に支給された者以外でクフィールを使用したのはマロリー、キャンベル、ケン、ウォーレン、グエンなど多い。
4. ↑  陸上空母探索でシンとウォーレンが使用した例と、ブラシア空軍パイロット救出作戦でセラとキムが使用した例のみ。チャーリーは一人で使用していたが、複座機で乗員が二名必要（後席にレーダー・航法担当のレーダー迎撃士官が搭乗）という事情によるかも知れない。また、地上空母戦でブリッキーがF-4に搭乗しているシーンがあるが、彼が常に乗機としていたかは不明。なお、常用が判明しているメンバーが登場しないだけで、反政府軍側の傭兵部隊「ウルフ・パック」の攻撃の際にファントム隊全滅発言があることから、それなりの機数が使われていたと思われる。
5. ↑  第四巻、ミッション5不死鳥のように
6. ↑  第四巻、ミッション7男たちの棺。同話において1コマではあるが、ミッキーの僚機もF-4と思われる(翼の形状から)2機を連れて帰還している。
7. ↑  OVAでは「COIN機を集めた貧弱な基地」であり、原作のエリア88の代わりにウルフ・パックの攻撃で壊滅的打撃を受けた。
8. ↑  C-130の全高は11.66mで、同機がぎりぎりで着陸できるようにするため、高さは最低でも12- 15m程度とみられる。
9. ↑  「タミヤニュース」における作者インタビュー
10. ↑  ガイナックスのCD-ROM「新谷かおる アートコレクション」での発言より。